# Paragomphus viridior
Paragomphus viridior – gatunek ważki z rodziny gadziogłówkowatych (Gomphidae).